# Yaiza
Yaiza è un comune spagnolo appartenente alla provincia di Las Palmas  situato nella comunità autonoma delle Canarie. È ubicato nella parte sud dell'isola di Lanzarote.
La popolazione è di 15 944 abitanti (2016), la densità è di 51,43/km², per una superficie di 211,84 km². È il comune più meridionale e occidentale dell'sola di Lanzarote.La sua industria principale è il turismo e l'agricoltura. Circondato dall'oceano Atlantico, confina al nord con i comuni di Tinajo e Tías.
All'estremità meridionale del comune di Yaiza, nella zona conosciuta come "El Rubicón", nel 1402 fu realizzato il primo insediamento europeo nelle isole Canarie, che diede inizio alla conquista dell'arcipelago. In questo luogo si trovava la Cattedrale di San Marziale di Limoges. Questa Cattedrale è stata distrutta dai pirati inglesi nel XVI secolo ed attualmente si trova a Femés, la località dell'isola dedicata a San Marziale, patrono di Lanzarote. Questa diocesi è stata spostata nel 1483 a Las Palmas de Gran Canaria (Diocesi delle Isole Canarie).

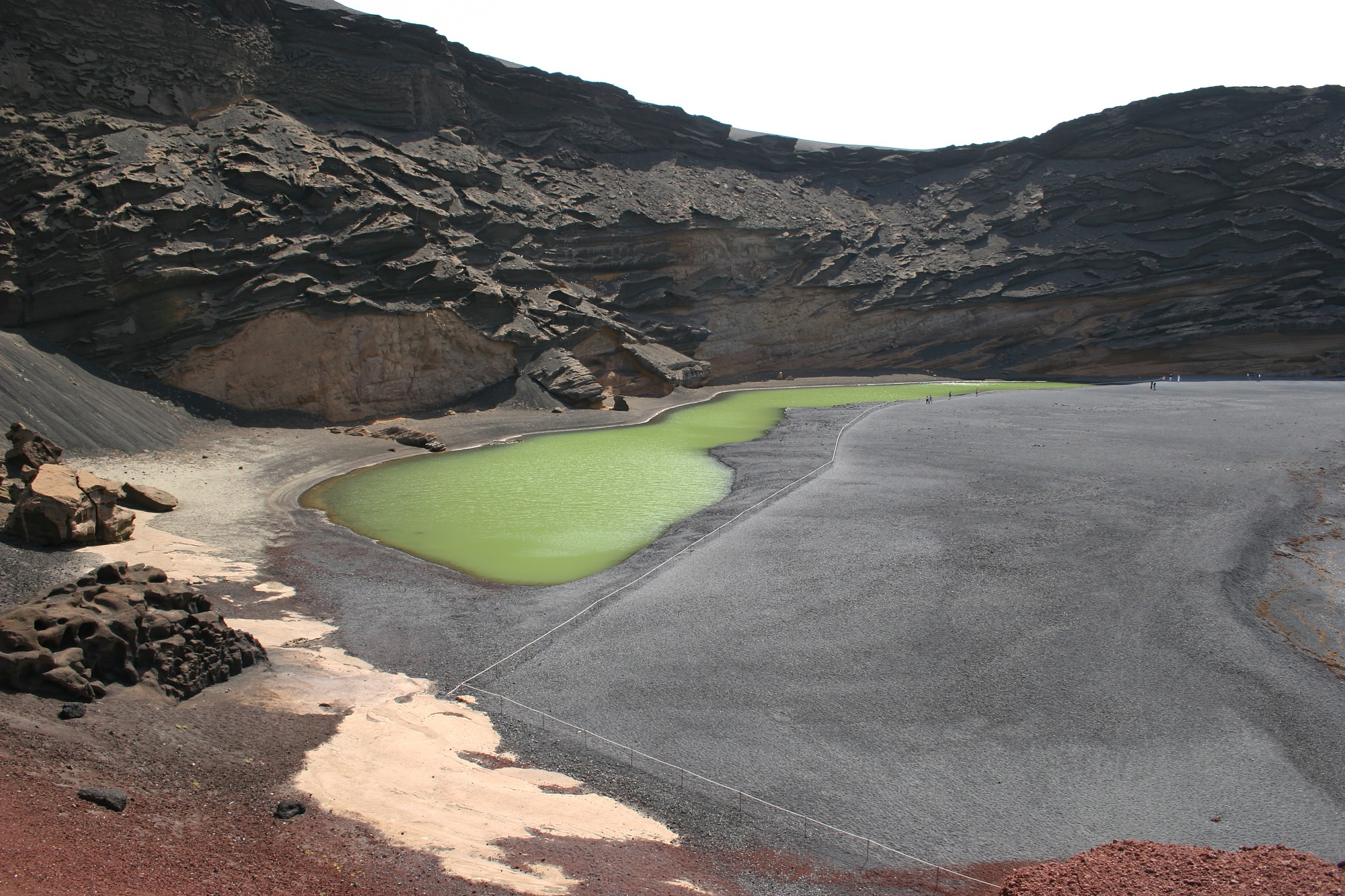
El Charco de los Clicos nei pressi di Yaiza